# St. Martin (Tettenweis)

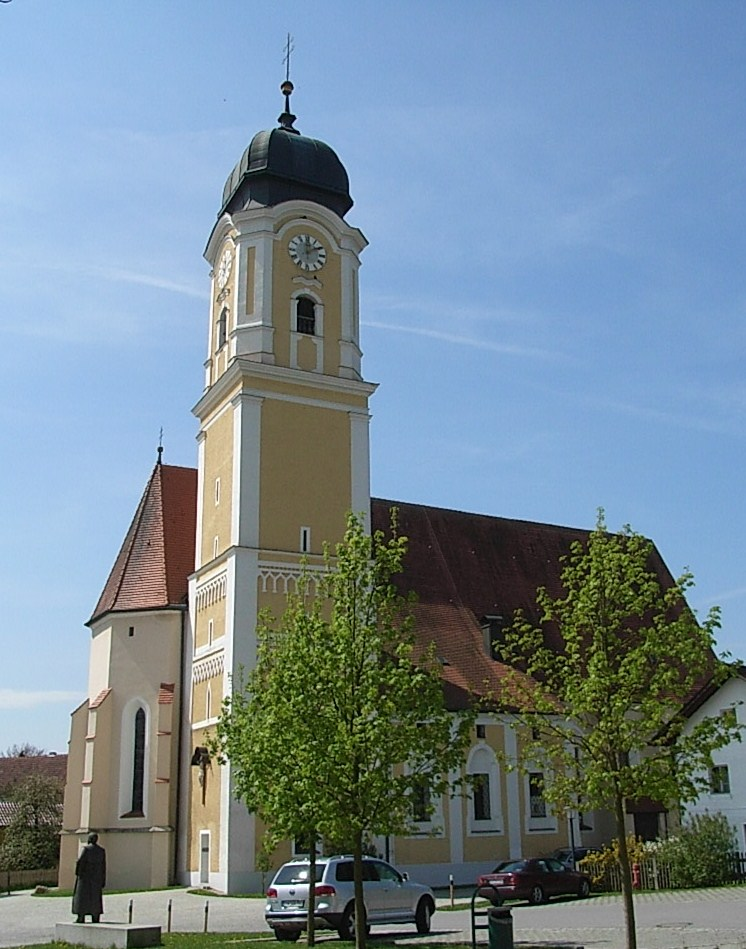
St. Martin (Tettenweis)

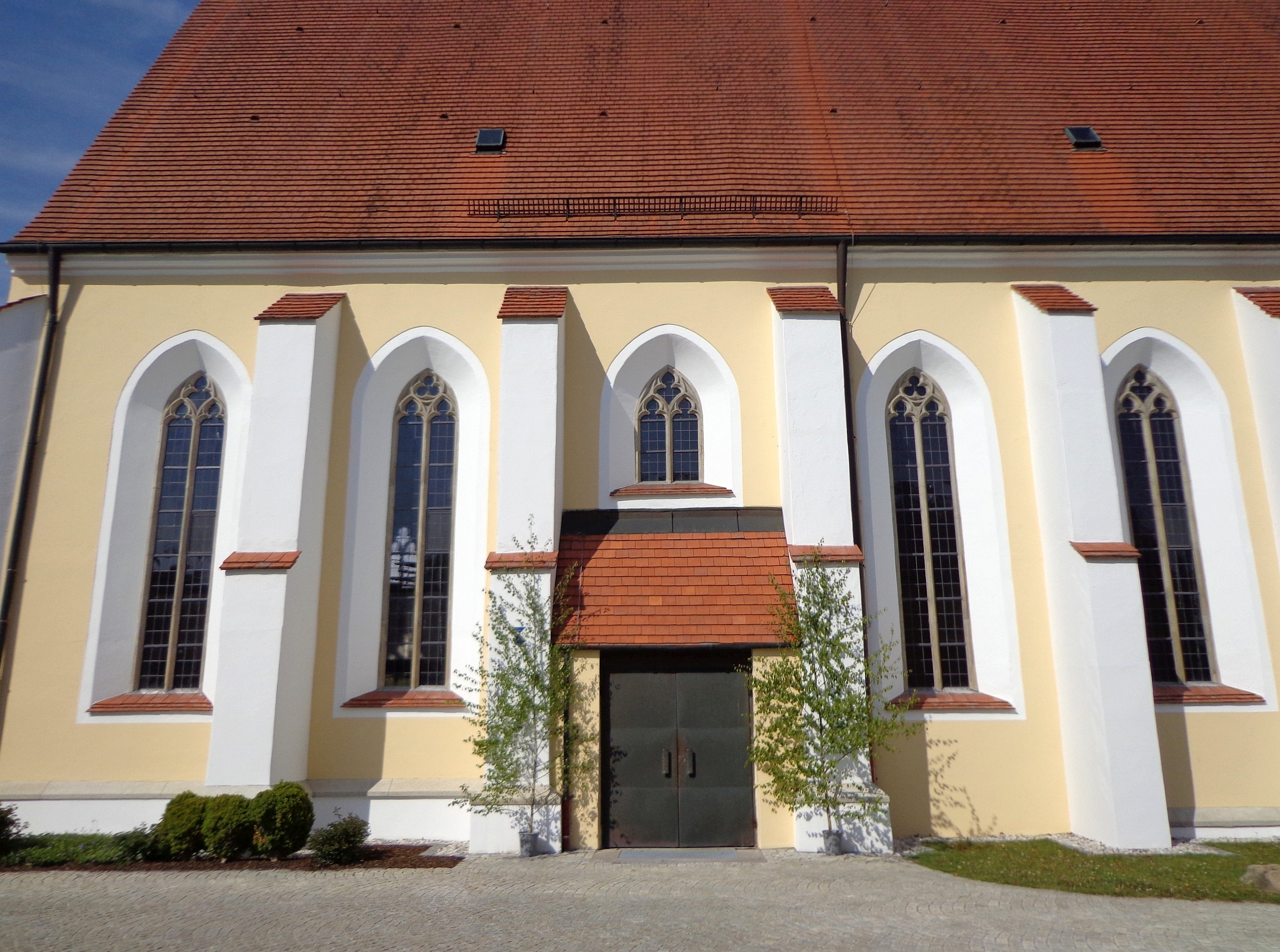
Ansicht von Süden

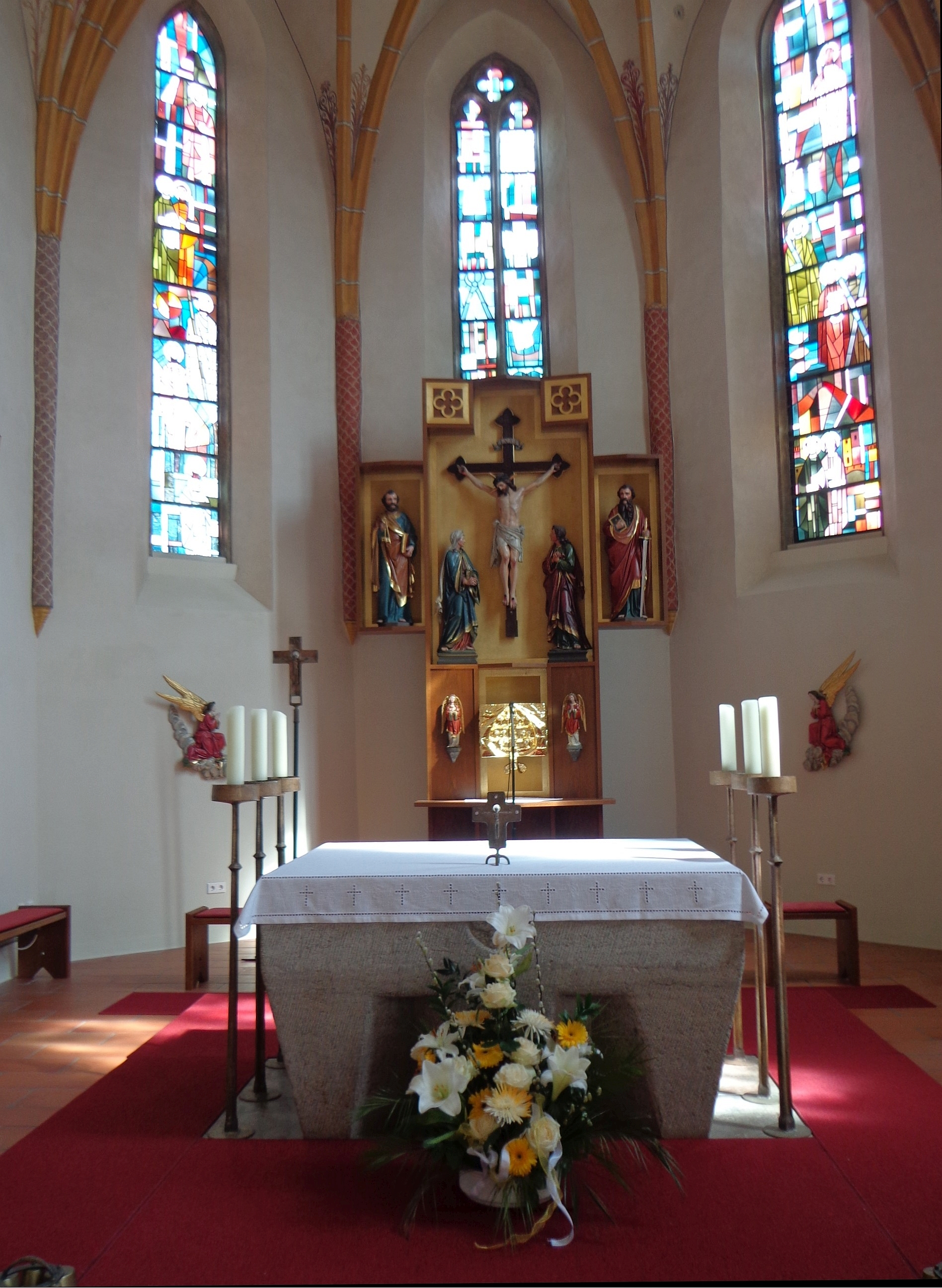
Innenansicht Chor

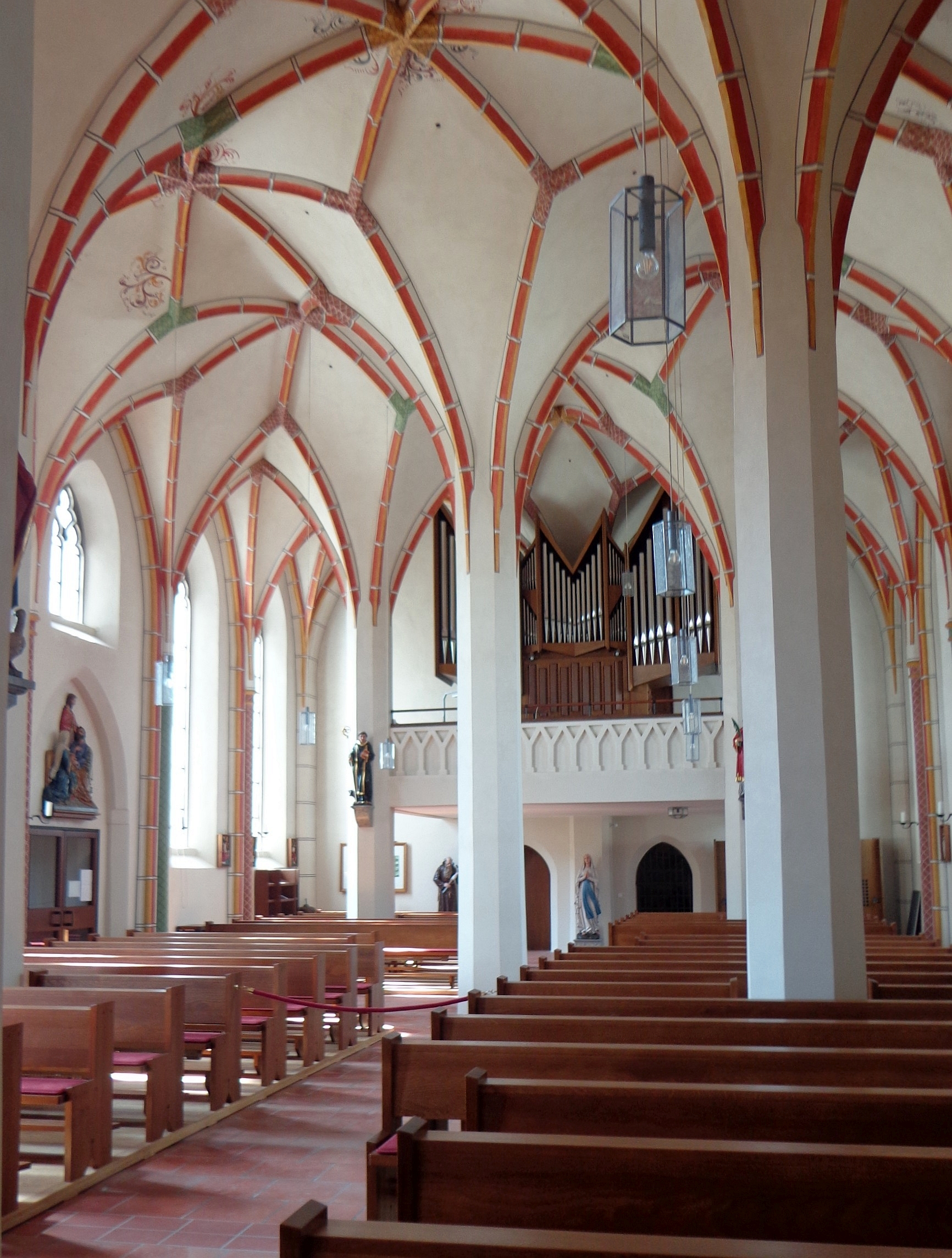
Schrägansicht nach Südwest

Die römisch-katholische Pfarrkirche St. Martin ist eine spätgotische Hallenkirche in Tettenweis im Landkreis Passau in Niederbayern. Sie gehört zur Kirchengemeinde St. Martin Tettenweis im Pfarrverband Ruhstorf an der Rott im Bistum Passau.

## Geschichte und Architektur
Die verputzte Backsteinkirche ist an der Westseite des Chorbogens auf das Jahr 1472 datiert. Über dem Chorfenster findet sich die Jahreszahl 1531, die sich vermutlich auf eine Renovierung bezieht. An der Stelle der heutigen Sakristei ließ Franz Xaver Peter von Joner im Jahr 1790 eine Kapelle anbauen, die dem Heiligen Johannes Nepomuk geweiht war und die Jonersche Kapelle genannt wurde. Sie war eine dreijochige Rechteckanlage, die mit einer Flachtonne mit Stichkappen und Gurtbögen abgeschlossen ist. Wie die zahlreichen Grabdenkmäler beweisen, diente die Kapelle lange Zeit als Grabstätte der Joner.
In den Jahren 1885/1886 wurde die Kirche nach Westen um drei Joche verlängert, wobei die Formen der Spätgotik am Bau genau kopiert wurden.

### Außenarchitektur
Das Äußere, insbesondere die Fenstermaßwerke der Kirche wurde bei den Restaurierungen erneuert. Der stattliche, nördlich am Chor angebaute Turm zeigt in den unteren Teilen zwischen Ecklisenen Rauten- und gestelzte Giebelfriese aus vorgesetzten Backsteinen. Im oberen Teil wurde der Turm in der Barockzeit erneuert und durch ein Glockengeschoss mit betonten Schrägecken und einem segmentbogigen Gebälkkranz und gedrückter Kuppelhaube abgeschlossen.

### Innenraum
Im Innern zeigt der zweijochige, dreiseitig geschlossene Chor ein Netzrippengewölbe entsprechend der lokalen Bautradition. Ungewöhnlich ist der ältere Teil des Inneren als Dreistützenraum mit ursprünglich drei auf gleichseitigem Dreieck angeordneten Pfeilern ausgebildet, die vom 1439 vollendeten Langhaus der Bürgerspitalkirche Braunau abgeleitet und mit den ähnlichen Räumen in der Kirche in Burgkirchen am Wald und der Kirche in Eggelsberg verwandt ist. Ein ähnlich angelegter, jedoch später barock veränderter Raum ist in der Kirche von Anger zu finden. Der einst vorhandene Raumeindruck erschließt sich im Blick nach Osten mit Standpunkt bis zur vierten Achse. Die Freipfeiler sind gegenüber den Schildbogenarkaden versetzt, wodurch sich eine komplizierte Durchdringung der Joche in der Haupt- und Querrichtung ergibt. Die Sternfiguren des Rippengewölbes sind zu einem vollkommen regelmäßigen Netz verflochten, wodurch der Eindruck eines ungerichteten Raumes entsteht.

### Stützen
Die Pfeiler sind in (ursprünglich einer, heute zwei) Dreiergruppen so angeordnet, dass jeweils der östliche Pfeiler in der Mittelachse der Kirche steht. Zu den Stützen gehören weiter die halb achteckigen Vorlagen in der Ostwand sowie eine Vorlage mittig in der Westwand. Damit ergibt sich in der Längsrichtung ein dreifacher Wechsel von Freistütze und Vorlage, jeweils im Takt von eineinhalb Achsen gegeneinander versetzt. Im Osten ist die systembedingte Einschaltung einer halben Achse erforderlich, um gleiche Pfeiler-Wandabstände zu wahren. Ursprünglich war diese differenzierte Struktur in einem annähernd quadratischen Raum eingepasst. Durch die Erweiterung von 1885/1886 erhielt der Raum eine Längsstreckung, was eine Veränderung der Raumwirkung zur Folge hat.
Das Gliederungsgerüst ist in beiden Raumteilen farbig abgesetzt, wobei die Dienste im Schiff farbig marmoriert wurden. In den Gewölben ist eine Rankenmalerei zu finden, mit Ausnahme der Verlängerung des Langhauses. Die Farbigkeit wurde stark erneuert.

## Ausstattung
Die neugotischen Altäre von Emanuel Basler aus Simbach am Inn (nach einem Entwurf von Johann Baptist Schott) und Alois Riesenhuber aus München wurden in den Jahren 1966–1970 entfernt. In den Jahren 2002–2006 wurden die erhaltenen skulpturalen Teile in Chor und Schiff wieder aufgestellt.
Die Kanzel ist ein gefälliges Rokokowerk mit Schnitzfiguren der Evangelisten und Kirchenväter.
Mehrere bedeutende Gemälde sind weiter zu erwähnen. Im Chor zeigt ein Renaissance-Tafelgemälde aus der Zeit um 1540/50 die Enthauptung Johannes des Täufers. Salome übergibt den Kopf der thronenden Herodias; in einem Erker des Palastes ist Herodes zu sehen. Über der Szene spannen Engel ein Tuch für die Seele, die durch einen Knaben dargestellt wird.
Im Schiff ist ein spätbarockes Gemälde in einem herzförmigen Rahmen aus der Zeit um 1730 zu finden. Es stellt Maria als Fürbitterin der Menschen vor Gott dar. Das Gemälde ist flankiert von fein geschnitzten überlebensgroßen Engeln mit dem Wappen des Stifterpaares Wämpl-Adelzreiter. Ebenfalls im Schiff ist ein mit Johann Nepomuk della Croce bezeichnetes Gemälde von 1798 zu finden, das den heiligen Johannes darstellt.
Die Orgel ist ein Werk von Ludwig Eisenbarth aus dem Jahr 1984 mit 20 Registern auf zwei Manualen und Pedal.